# اقتصاد سومالی
به گفتهٔ سیا و بانک مرکزی سومالی، سومالی با وجود ناآرامی داخلی، یک اقتصاد غیررسمی سالم داشته‌است که عمدتاً مبتنی بر شرکت‌های دامداری، انتقال پول و مخابراتی است. به دلیل فقدان آمار دولتی و جنگ داخلی دشوار می‌توان اندازه یا رشد اقتصاد را اندازه‌گیری کرد. در ۱۹۹۴، سیا جی دی پی را ۳٫۳ میلیارد دلار تخمین زد. در ۲۰۰۱ $۴٫۱ میلیارد تخمین زده شد. تا ۲۰۰۹ سیا تخمین زد جی دی پی به $۵٫۷۳۱ میلیارد رشد کرده و نرخ رشد واقعی را ۲٫۶٪ تخمین زد. بر اساس گزارش اتاق بازرگانی بریتانیادر ۲۰۰۷، بخش خصوصی به خصوص خدمات هم رشد کرده‌است. برخلاف پیش از جنگ که بیشتر بخش‌های خدمات و صنعت را دولت اداره می‌کرد، سرمایه‌گذاری خصوصی قابل توجه ولی غیرقابل اندازه‌گیری در فعالیت‌های اقتصادی صورت گرفته‌است؛ که بودجهٔ آن را عمدتاً مهاجرین سومالیایی در خارج تأمین کرده‌است از جمله در تجارت و بازاریابی، خدمات انتقال پول، حمل و نقل، ارتباطات، تجهیزات ماهیگیری، خطوط هوایی، مخابرات، آموزش، سلامت، ساختمان‌سازی و هتل‌ها. پیتر لیسن اقتصاددان لیبرترین، این فعالیت فزایندهٔ اقتصادی را منسوب به قانون عرفی سومالی (که حیر خوانده می‌شود) می‌داند که به اعتقاد او محیطی پایدار برای انجام کسب و کار را فراهم می‌آورد.

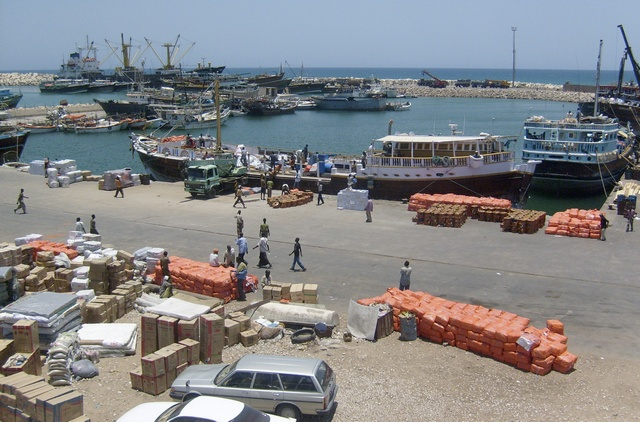
بندر بوساسو